# アンドレ・ブライック
アンドレ・ブライック(André Fernand Brahic、1942年11月30日-2016年5月15日)は、フランスの天体物理学者である。1984年に海王星の環を発見したことで知られている。

## 生涯
ブライックは1942年にパリで生まれた。家族は、フランス南部バンヌの採炭工の出身である。ブライックは、祖先の多くが珪肺で死去したと語っているが、父は採炭をやめ、鉄道産業で働いた。
ブライックは、当時フランスで最先端の天体物理学者であったエヴリー・シャツマンに天体物理学の分野を紹介された。
1980年代、ブライックは太陽系を探索するアメリカ航空宇宙局のボイジャー計画及びカッシーニの専門家となった。ブライックは、原子力・代替エネルギー庁のメンバー、パリ大学の教授となった。また、カッシーニの撮像チームにも所属した。
天体物理学を大衆に説明するため、何冊かの著書も著した。最後の著書は、2015年に出版された"Worlds Elsewhere; Are We Alone"である。
2016年5月15日に癌のためパリで死去した。享年73歳であった。

## 海王星の環の発見
海王星の環は5つの主要な環からなり、1984年にチリのラ・シヤ天文台で、ブライックとパリ天文台のブルーノ・シカルディによって提唱された観測プログラムでパトリス・ブシェらにより、またセロ・トロロ汎米天文台でウィリアム・ハバード率いるプログラムでF. Vilas及びL.-R. Elicerにより、アークとして発見された。
ブライックは、今日ではアダムス環の一部として知られているアークに、フランス共和国の標語（「自由、平等、友愛」）にちなんで、Liberte（自由）、Egalite（平等）、Fraternite（友愛）と名付けた。

## 受賞等
1990年、小惑星番号3488番の小惑星がブライックと命名された。
2001年、カール・セーガン・メダルを受賞した。